# Eugoa grisea
Eugoa grisea är en fjärilsart som beskrevs av Butler 1877. Eugoa grisea ingår i släktet Eugoa och familjen björnspinnare. Inga underarter finns listade i Catalogue of Life.